# Тадеуш Митник
Тадеуш Митник (пол. Tadeusz Mytnik, 13 серпня 1949) — польський велогонщик.
Срібний призер Олімпійських Ігор 1976 року в роздільній командній гонці.
Чемпіон світу з велоперегонів на шосе 1973 (роздільна командна гонка), 1975 (роздільна командна гонка) років, бронзовий призер 1977 року в роздільній командній гонці.